# Convolvulus cephalopodus
Convolvulus cephalopodus är en vindeväxtart. Convolvulus cephalopodus ingår i släktet vindor, och familjen vindeväxter.

## Underarter
Arten delas in i följande underarter:
- C. c. abhansis
- C. c. cephalopodus